# Syntrichia gemmascens
Syntrichia gemmascens là một loài Rêu trong họ Pottiaceae. Loài này được (P.C. Chen) R.H. Zander miêu tả khoa học đầu tiên năm 1993.